# 28092 Joannekear
28092 Joannekear este un asteroid din centura principală de asteroizi.

## Descriere
28092 Joannekear este un asteroid din centura principală de asteroizi. A fost descoperit pe 14 septembrie 1998 la Socorro, New Mexico, în cadrul proiectului LINEAR. Asteroidul prezintă o orbită caracterizată de o semiaxă mare de 2,25 ua, o excentricitate de 0,05 și o înclinație de 4,8° în raport cu ecliptica.